# Răzvan Raț
Răzvan Dincă Raț (né le 26 mai 1981 à Slatina en Valachie) est un footballeur international roumain, qui évolue au poste de défenseur au Poli Timișoara.

## Biographie
Il commence sa carrière dans le Championnat de Roumanie de football avec le FC Rapid Bucarest. En 2003, il quitte la Roumanie pour rejoindre l'ambitieux club ukrainien du Chakhtior Donetsk, club dans lequel il devient années après années un élément essentiel. Ses bonnes performances en Ligue des champions avec Donetsk et avec la sélection roumaine en 2008 attire l'attention de grands clubs européens tels que le Celtic Glasgow mais surtout la Juventus.
Raț débute avec l'Équipe de Roumanie de football en 2002. Le sélectionneur de l'équipe de Roumanie, Victor Pițurcă, le retient parmi l'effectif de vingt-trois joueurs appelé à participer à l'Euro 2008.
En septembre 2011, à la suite du départ à la retraite de Cristian Chivu, il est promu capitaine de sa sélection. Au total, il comptabilise 113 sélections pour 2 buts avec la Roumanie.

## Palmarès

### Club
- FC Rapid Bucarest
  - Champion de Roumanie en 1999 et 2003
  - Vainqueur de la Coupe de Roumanie en 2002
  - Vainqueur de la Supercoupe de Roumanie en 1999 et 2002

- Chakhtar Donetsk
  - Vainqueur de la Coupe UEFA en 2009
  - Finaliste de la Supercoupe de l'UEFA en 2009
  - Champion d'Ukraine en 2004, 2006, 2008, 2010, 2011, 2012 et 2013
  - Vainqueur de la Coupe d'Ukraine en 2004, 2008, 2011 et 2012
  - Vainqueur de la Supercoupe d'Ukraine en 2005, 2008, 2010 et 2012

## Buts en sélection
| 0  | Date          | Lieu                                               | Adversaire | Score | Résultat | Compétitions |
| -- | ------------- | -------------------------------------------------- | ---------- | ----- | -------- | ------------ |
| 1. | 28 avril 2004 | Stadionul Giulești, Bucarest, Roumanie             | Allemagne  | 2–0   | V 5-1    | Match amical |
| 2. | 31 mai 2014   | Stade Municipal Yverdon, Yverdon-les-Bains, Suisse | Albanie    | 1–0   | V 1-0    | Match amical |